# ملعب بخشيساراي
"الصداقة" ( (بالأوكرانية: Дружба)‏ ) ) هو ملعب كرة قدم يقع في مدينة بخشيساراي . كان الملعب هو الملعب الرئيسي المؤقت لنادي سيفاستوبول بسبب مشاكله مع ملعبه الأصلي. يتسع الملعب لـ 4500 شخص. يحتوي الملعب على مقاعد بلاستيكية. ومن عيوب الملعب أن غرفة تبديل الملابس لا تقع أسفل مدرجات الملعب، بل في مبنى منفصل، وغرفة تبديل الملابس في حالة سيئة.
في عام 2003، تكريما للذكرى الـ 500 لتأسيس بخشيساراي، أعيد بناء الملعب. كما بدأ حفل افتتاح العيد من الملعب.
منذ عام 2009، أصبح دروجبا الملعب الرئيسي لنادي سيفاستوبول، الذي لعب في الدوري الأول لأوكرانيا . المباراة الأولى كانت في 29 مارس 2009 ضد فريق الشيفسك " ستيل " (0:0)، حضر المباراة حوالي 2000 شخص.
ملعب دروزبا هو أيضًا الملعب الرئيسي لفريق كرة القدم تتار القرم كيزيلتاش

## كيزيلتاش
في البداية، كان كيزيلتاش فريق كرة قدم صغير مكون من ستة لاعبين. في وقت لاحق، قررت إدارة الفريق تطوير فريق للعب كرة القدم الكبيرة ودعوة لاعبي كرة القدم من جميع أنحاء شبه جزيرة القرم والبر الرئيسي لروسيا وأوكرانيا للانضمام إليه[1] وفي نهاية أغسطس 2016، تم تقديم النادي المحترف على أنه " أول فريق كرة قدم من تتار القرم في التاريخ."[1][2]. حضر العرض رئيس مجلس أمناء نادي كيزيلتاش، نائب مجلس الدوما في الاتحاد الروسي رسلان إسماعيلوفيتش بالبيك[1][3].
جرت المباراة الأولى في 3 سبتمبر 2016 في بطولة القرم المفتوحة للموسم 2016/2017 بين فرق الهواة للرجال.[1] قال رئيس اتحاد القرم لكرة القدم، يوري فيتوخا، إنه "في كل فريق من الفرق الثمانية في دوري القرم الممتاز هناك ستة إلى ثمانية لاعبي كرة قدم من تتار القرم"، لذلك يمكننا أن نفترض أن فريق كيزيلتاش سيحقق النجاح، على الرغم من أن الوقت مبكر جدًا. ليتولى نجاح الفريق دون معرفة التركيبة النهائية للاعبين.[٢]
بعد نتائج بطولة القرم المفتوحة لموسم 2016/2017، حصل النادي على حق المنافسة في بطولة الدوري الممتاز لاتحاد القرم لكرة القدم. وأنهى كيزيلتاش موسمه الأول في الدوري الممتاز في المركز الخامس برصيد 32 نقطة.
وفي مارس 2019، وصل كيزيلتاش إلى تركيا لخوض أول مباراة دولية له، والتي كان من المفترض أن ينافس فيها فريق نادي إسطنبول سبور. إلا أن مجلس شعب تتار القرم أطلق حملة لمواجهة هذا الاجتماع. كما انضمت وزارة الخارجية الأوكرانية إلى هذه المعارضة وأرسلت إلى تركيا مذكرة احتجاج على إقامة مباراة ودية بمشاركة نادي كيزيلتاش القرمي. ونتيجة لهذه الضغوط أوصى الاتحاد التركي لكرة القدم بعدم مشاركة إسطنبول سبور في المباراة. ردًا على ذلك، أطلق فريق "Kyzyltash" حملة فلاشية بعنوان "Kyzyltash لا يمكن إيقافه" على شبكات التواصل الاجتماعي ولعب مباراة ودية مع النادي المحلي "Kucukchekmece"، وفازوا بها 3:1.[4]
بعد تعليق دوري القرم الممتاز في موسم 2019/20 بسبب جائحة فيروس كورونا، احتل كيزيلتاش المركز الخامس في الجدول[5].